# Mirònides
Mirònides (en llatí Myronides, en grec antic Μυρωνίδης fou un famós general atenenc que va viure des del final del segle vi aC o d'inicis del segle v aC, fins a després de l'any 455 aC.
El 457 aC els corintis van envair Mègara amb la idea d'aixecar el setge d'Egina desviant una part de les tropes atenenques que estaven assetjant l'illa. Els atenencs a més a més tenien un altre exèrcit a Egipte, però no van moure cap soldat de cap dels dos llocs sinó que van reclutar als molt joves o als més vells que havien restat a Atenes amb els quals van marxar, a les ordres de Mironides, cap a territori de Mègara. Van obtenir una victòria, encara que no decisiva, però que va forçar la retirada dels corintis. La ciutat els va reprotxar la retirada i van retornar; els atenencs van fer una sortida des de Mègara i en una batalla sagnant que va seguir, van derrotar completament als corintis. Els que es retiraven van quedar tancats per una gran séquia i rodejats, i pràcticament tots van morir a mans dels atenencs.
El 456 aC, 62 dies després de la batalla de Tanagra, Mirònides va dirigir un exèrcit atenenc a Beòcia i van derrotar els beocis a Enòfita, victòria que va fer als atenencs amos de Fòcida i tota Beòcia excepte Tebes, si bé fins i tot en aquesta ciutat es va establir temporalment la democràcia. Després de la victòria, Mironides va marxar contra els locris opuntis, als quals va exigir un centenar d'ostatges. Acabada aquesta acció, segons Diodor de Sicília, va entrar a Tessàlia per castigar la deserció dels tessalis cap al camp espartà a la batalla de Tanagra. Va atacar Farsàlia però va ser rebutjat i va haver de tornar a Atenes.
És possible que Mirònides fos el pare d'Arquinos, l'home d'estat atenenc i un dels principals actors en l'enderrocament dels Trenta Tirans el 403 aC. Demòstenes parla d'un fill d'Arquinos de nom Mironides el que reforça aquesta suposició, pel costum grec d'anomenar els nens amb el nom del seu avi.